# Andinobates opisthomelas
Andinobates opisthomelas es una especie de anfibio anuro de la familia Dendrobatidae.

## Distribución geográfica
Esta especie es endémica de Colombia. Se encuentra en los departamentos de Antioquia y Caldas entre los 1160 y 2200 m sobre el nivel del mar en el norte de la Cordillera Occidental y Cordillera Central.

## Descripción
Los machos miden de 14 a 18 mm y las hembras de 14 a 19 mm.

## Publicación original
- Boulenger, 1899: Descriptions of new Batrachians in the Collection of the British Museum {Natural History). Annals and Magazine of Natural History, sér. 7, vol. 3, p. 275-277[4]